# Эмсалинур Кадын-эфенди
Эмсалину́р Кады́н-эфе́нди (тур. Emsalinur Kadın Efendi), также Эмсалыну́р Кады́н-эфе́нди (тур. Emsalınur Kadın Efendi; 1866 (?) — 1950/1952, Стамбул) — третья жена (кадын-эфенди) османского султана Абдул-Хамида II и мать Шадие-султан.

## Биография
Турецкий мемуарист Харун Ачба и османист Энтони Алдерсон пишут, что Эмсалинур Кадын-эфенди родилась 2 января 1866 года, однако турецкий историк Недждет Сакаоглу без указания конкретной даты ставит под вопрос год рождения. Ачба указывает местом рождения Эмсалинур Абхазское княжество и предполагает, что она была абазинкой из семьи Кая. Семья Эмсалинур переселилась в Сапанджу во время войны 93 года; сама Эмсалинур была принята во дворец вместе с сестрой Тесрид-ханым. Позднее сестра Эмсалинур была выдана замуж за шехзаде Ибрагима Тевфика-эфенди, внука султана Абдул-Меджида I.
Ачба пишет, что об образовании, полученном Эмсалинур во дворце, данных нет. Сакаоглу пишет, что в гарем Абдул-Хамида II Эмсалинур вошла в 1880-х годах. По мнению Ачбы и Алдерсона, она стала женой султана 20 ноября 1885 года. Она носила титул третьей жены (кадын-эфенди). Сакаоглу отмечает, ссылаясь на турецкого драматурга Нахида Сырры Орика, что этот титул Эмсалинур получила в 1882 году в связи с рождением дочери Шадие-султан, однако Ачба, Алдерсон и турецкий историк Чагатай Улучай указывают годом рождения Шадие 1886 год, а сам Сакаоглу предполагает, что Шадие родилась в 1887 году. Шадие была автором мемуаров «Горькие и сладкие дни моей жизни», однако в них она мало писала о матери, отмечая лишь, что Эмсалинур нравилась турецкая музыка. В начале 1900-х годов Абдул-Хамид приобрёл для Эмсалинур особняк в Нишанташи. В 1907 году Эмсалинур построила малую мечеть (месджид) в деревне Кыркпынар близ Сапанджи. В 1908 году этому месджиду она пожертвовала ценные вещи из своего особняка в Нишанташи.
Ачба пишет, что после того, как её муж был свергнут в 1909 году, Эмсалинур осталась в собственном особняке в Стамбуле, и сохранила его в качестве своей резиденции после изгнания династии Османов в 1924 году. Однако Сакаоглу опровергает эту версию: он пишет, что Эмсалинур была единственной из пяти жён, последовавших за Абдул-Хамидом в ссылку в Салоники, кто носил титул кадын-эфенди; он также отмечает, что год спустя она вместе с двумя икбал Абдул-Хамида и его дочерьми вернулась в Стамбул на том основании, что её дочь Шадие достигла брачного возраста.
Ачба пишет, что дочь Эмсалинур попала в списки принудительной депортации в 1924 году, тогда как сама Эмсалинур могла оставаться в Турции, поскольку не являлась кровным членом династии, однако она ненадолго уехала с дочерью в Париж, а затем вернулась в Стамбул. После того, как в 1934 году был принят закон о фамилиях, Эмсалинур взяла фамилию Кая. Особняк, в котором она жила, был выставлен на продажу Министерством финансов 10 апреля 1948 года, однако ей был выделен другой дом, принадлежавший правительству, в котором Эмсалинур оставалась до конца своих дней. По версии Ачбы, Эмсалинур умерла 20 ноября 1952 года в Стамбуле. Сакаоглу же, не указывая конкретной даты, пишет, что Эмсалинур скончалась в Стамбуле в 1950 году в возрасте восьмидесяти лет. Улучай пишет, что Эмсалинур надолго пережила мужа и умерла в 1950 году. Она была похоронена в обители Яхьи-эфенди в Ускюдаре, по мнению Улучая — в гробнице жён и сыновей султанов.